# ジョージ・キトル
ジョージ・クリーガー・キトル（George Krieger Kittle, 1993年10月9日 - ）は、アメリカ合衆国ウィスコンシン州マディソン出身のプロアメリカンフットボール選手。NFLのサンフランシスコ・49ersに所属している。ポジションはタイトエンド。

## 経歴

### カレッジ
アイオワ大学で4年間プレーし、通算で48レシーブ、737レシーブ獲得ヤード、10タッチダウンを記録した。

### サンフランシスコ・49ers
| 身長                        | 体重            | 腕 の 長 さ       | 手 の 大 き さ   | 40Yrd ダ ッ シ ュ | 10Yrd ス プ リ ッ ト | 20Yrd ス プ リ ッ ト | 20Yrd シ ャ ト ル | 3 コ 丨 ン ド リ ル | 垂 直 跳 び   | 立 ち 幅 跳 び      | ベ ン チ プ レ ス |
| --------------------------- | --------------- | ----------------- | ---------------- | ----------------- | -------------------- | -------------------- | ----------------- | ------------------- | ------------- | ------------------- | ----------------- |
| 6 ft 3+3⁄4 in (192 cm)      | 247 lb (112 kg) | 33+1⁄8 in (84 cm) | 9+1⁄4 in (23 cm) | 4.52 s            | 1.59 s               | 2.65 s               | 4.55 s            | 7.00 s              | 35 in (89 cm) | 11 ft 0 in (3.35 m) | 18 回             |
| All values from NFL Combine |                 |                   |                  |                   |                      |                      |                   |                     |               |                     |                   |

2017年のNFLドラフトにて、全体146位でサンフランシスコ・49ersから指名された。大学で共にプレーしたC・J・ベサードも49ersから104位で指名された。その後、5月4日に49ersと4年総額269万ドルのルーキー契約を結んだ。

#### 2017年シーズン
開幕前のトレーニングキャンプで結果を残し、ヘッドコーチのカイル・シャナハンから先発に抜擢された。
このシーズンは15試合に出場して43レシーブ、515レシーブ獲得ヤード、2タッチダウンを記録した。

#### 2018年シーズン
第14週のデンバー・ブロンコス戦にて、前半だけで210レシーブ獲得ヤードを記録。49ersのタイトエンドによる1試合最多レシーブ獲得ヤード記録を更新した。また、この試合でシーズン1,000レシーブ獲得ヤードに到達。49ersのタイトエンドが通算1,000レシーブ獲得ヤード以上を記録したのは史上初だった。レギュラーシーズン最終戦となった第16週のロサンゼルス・ラムズ戦にてシーズン通算のレシーブ獲得ヤードを1,377とし、この試合の1時間前にトラビス・ケルシーが更新したタイトエンドによるシーズン最多レシーブ獲得ヤード記録をすぐに更新した。なお、この記録は2020年シーズンにケルシーが再び更新している。
活躍が評価され、自身初となるプロボウルに選出された。また、NFLが発表したTop100プレイヤーランキングでは29位にランクインした。

#### 2019年シーズン
このシーズンは14試合に出場して85レシーブ、1,053レシーブ獲得ヤード、5タッチダウンを記録して2年連続となるプロボウル、自身初となるオールプロファーストチームに選出された。チームはプレーオフを勝ち上がりスーパーボウルに出場したが、カンザスシティ・チーフスに敗れた。また、Top100ランキングでは7位にランクインした。

#### 2020年シーズン
2020年8月13日に49ersと5年総額7500万ドルの契約延長に合意した。タイトエンドとしては現役最高額となった。
このシーズンは膝の怪我や足の骨折などに悩まされ、8試合の出場に留まった。Top100ランキングでは50位にランクインした。

#### 2021年シーズン
このシーズンは脹脛の怪我により、開幕を故障者リストで迎えた。その後復帰し、14試合に出場して71レシーブ、910レシーブ獲得ヤード、6タッチダウンを記録し、2年ぶりにプロボウルに選出された。
プレーオフではNFCチャンピオンシップのラムズ戦にて、プレーオフの試合では自身初となるタッチダウンを記録したが、チームは敗れた。Top100ランキングでは22位にランクインした。

#### 2022年シーズン
チームは地区優勝を決め、連続してプロボウルに選出された。

#### 2023年シーズン
チームはシード1位でプレーオフに進み、リーグ第4位の得票でプロボウルに選出された。

#### 2024年シーズン
チームはプレーオフに進めなかったが、1106ヤードのパスレシーブと8タッチダウンを記録した。6度目のプロボウル出場を果たした。
シーズン後、4年総額7640万ドルの契約を更新し、リーグで最も年俸の高いタイトエンドとなった。

## 詳細情報

### NFL記録
- 1試合の前半におけるタイトエンドの最多レシーブ獲得ヤード：210
- タイトエンドによるキャリア最初の3年間の通算最多レシーブ獲得ヤード：2,945
- 150レシーブ獲得ヤード、1つのタッチダウンを2試合連続で記録した初のタイトエンド

### 49ers記録
- タイトエンドによる1試合最多レシーブ獲得ヤード：210
- タイトエンドによるシーズン最多レシーブ数：88
- シーズンでレシーブ獲得ヤード1,000以上を記録した初のタイトエンド